# Lilly Bølviken
Lilly Helena Bølviken, född 20 mars 1914 i Arendal, död 11 september 2011, var en norsk jurist, domare, kvinnorättskämpe och Norges första kvinnliga domare i Norges Høyesterett (justitieråd). Hon var 1 vice ordförande för Norsk Kvinnesaksforening 1960–1966 och styrelseledamot 1954–1966.
Hon var kommendör av Sankt Olavs orden.